# Vraný
Vraný (en allemand : Wrana) est un bourg (městys) du district de Kladno, dans la région de Bohême-Centrale, en Tchéquie. Sa population s'élevait à 765 habitants en 2020.

## Géographie
Vraný se trouve à 16 km à l'est-sud-est de Louny, à 22 km au nord-nord-ouest de Kladno et à 29 km au nord-ouest de Prague.
La commune est limitée par Peruc à l'ouest et au nord, par Mšené-lázně au nord-est, par Jarpice à l'est, et par Páleč et Vrbičany au sud.

## Histoire
La première mention écrite de la localité date de 1341. Vraný a le statut de městys depuis le 10 octobre 2006.

## Administration
La commune se compose de trois quartiers :
- Vraný
- Horní Kamenice
- Lukov